# Grąd (województwo podlaskie)
Grąd – osada w Polsce położona w województwie podlaskim, w powiecie grajewskim, w gminie Radziłów.
W latach 1975–1998 miejscowość administracyjnie należała do województwa łomżyńskiego.